# مولیوایکال
مولیوایکال (به لاتین: Mullivaikkal) یک منطقهٔ مسکونی در سری‌لانکا است که در ناحیه مولایتیوو واقع شده‌است.